# Die Eisprinzen
Die Eisprinzen (Originaltitel: Blades of Glory; auf dt: Kufen des Ruhms) ist eine US-amerikanische Filmkomödie über das Eiskunstlaufen von Josh Gordon und Will Speck aus dem Jahre 2007.

## Handlung
Bei den fiktiven Welt-Winterspielen 2002 in Stockholm (angelehnt an die Olympischen Winterspiele) werden die gemeinsamen Einzellauf-Meister Chazz Michael Michaels und Jimmy MacElroy wegen einer Prügelei für immer von den Einzel-Wettkämpfen der Männer ausgeschlossen. Nach dreieinhalb Jahren beschließen sie, ihre Differenzen beiseitezulegen und sich zusammenzutun, indem sie ein Schlupfloch im Regelwerk ausnutzen. Es stellt sich heraus, dass es eine Kategorie gibt, in der sie beide antreten dürfen: im Paarlauf. Diese Veranstaltung ist normalerweise ungleichgeschlechtlichen Paaren vorbehalten und die beiden erwartet eine harte Konkurrenz. Das Bruder-Schwester-Team von Stranz und Fairchild Van Waldenberg, welches das bis dahin unbestrittene Siegerteam des Paarlaufs ist, gehört auch zur Konkurrenz. Die Van Waldenbergs schrecken vor nichts zurück, um die beiden Rivalen auszuschalten. Schließlich überredeten sie ihre kleine Schwester Katie, die unterdessen eine Romanze mit Jimmy begonnen hat, Chazz Michael Michaels und Jimmy MacElroy gegeneinander aufzuhetzen. Nachdem dies zunächst auf eher unglückliche Art und Weise gelingt, klärt Fairchild Van Waldenberg Jimmy mehr oder weniger unabsichtlich auf, als sie ihn vor den Finalspielen in der Wintersportarena in einer Toilettenkabine einsperrt. Währenddessen wird Chazz von Stranz gejagt. Schließlich gelingt es aber sowohl Jimmy als auch Chazz, rechtzeitig in der Arena bei den fiktiven Winterspielen in Montreal zu erscheinen. Schlussendlich gewinnen sie auch Gold, als sie den gefährlichen „Iron Lotus“ ausführen, obwohl Chazz durch die Intrigen der Van Waldenbergs mit gebrochenem Knöchel abschließen muss.

## Echte Eiskunstläufer am Set
- Sasha Cohen – Als sie selbst
- Scott Hamilton – Als er selbst/Kommentator
- Peggy Fleming – Preisrichterin
- Brian Boitano – Preisrichter
- Dorothy Hamill – Preisrichterin
- Nancy Kerrigan – Preisrichterin
- Chad Brennan – Will Ferrells Eislauf-Double
- Patrick Hancock – Will Ferrells Eislauf-Double
- Ethan Burgess – Jon Heders Eislauf-Double
- Tiffany Scott – Amy Poehlers Eislauf-Double
- Judy Blumberg – Amy Poehlers Coach
- Sarah Kawahara – Choreografin

## Hintergrund
- Die Dreharbeiten wurden für einen kurzen Zeitraum unterbrochen, da Jon Heder sich während eines Eiskunstlauftrainings für den Film einen Knöchel gebrochen hatte.
- Die Eiskunstlaufszenen wurden in der Los Angeles Memorial Sports Arena gedreht.
- Jimmys Pfauenkostüm ist eine Parodie auf Johnny Weirs The Swan-Kostüm. Dieser sagte, dass er sich von dieser Parodie „geschmeichelt fühlt“.
- Der „Iron Lotus“ ist eine Parodie auf den Film Liebe und Eis (The Cutting Edge) von 1992. Dort wird ebenfalls eine ungewöhnliche und spektakuläre Paarlauffigur trainiert. Beide Figuren sind physikalisch unmöglich.

## Kritik
Die Website Rotten Tomatoes gibt dem Film, basierend auf 35 Kritiken, die Note 64 von 100 und, basierend auf Zuschauerabstimmungen, die Note 7.1 von 10.
Marjorie Baumgarten schreibt im Austin Chronicle: „Die Eisprinzen – obwohl leicht amüsant, hat der Film den unangenehmen Modergeruch eines Kruges, der einmal zu oft zum Brunnen gegangen ist: Ooh, lasst uns Ferrell wie eine Elfe anziehen – oder einen Moderator oder einen NASCAR-Fahrer – und sehen, was passiert.“
Für Joe Morgenstern vom Wall Street Journal ist der Film dagegen „wonnig dümmlich, triumphierend geschmacklos und unwahrscheinlich lustig.“
Das Lexikon des Internationalen Films urteilt: „Die durchaus solide inszenierte Klamotte vermeidet naheliegende Witzeleien über Homosexualität weitgehend und unterhält gut gelaunt dank der beiden überzeugenden Darsteller.“

## Deutsche DVD und Blu-ray-Veröffentlichung
| Veröffentlichung | Anzahl Discs | Bildformat | Tonformat                  | Sprachen | Bonusmaterial | Formate      |
| ---------------- | ------------ | ---------- | -------------------------- | --- | --- | ------------ |
| 27. Sep. 2007    | 1            | 16:9       | Dolby, PAL, Surround Sound | Ton und UT: Deutsch, Englisch, Türkisch | Making Of / Berühmtheiten auf dem Eis / Die Kostüme / Entfernte Szenen / Musikvideo / Trailer / Fotogalerie / etc. | DVD / HD-DVD |
| 18. Sep. 2008    | 1            | 16:9       | LPCM, Dolby Digital        | Ton und UT: Deutsch, Englisch, Französisch, Italienisch Nur UT: Dänisch, Finnisch, Griechisch, Niederländisch, Norwegisch, Polnisch, Portugiesisch, Schwedisch, Türkisch, Ungarisch | Making Of / Berühmtheiten auf dem Eis / Die Kostüme / Entfernte Szenen / Musikvideo / Trailer / Fotogalerie / etc. | Blu-ray Disc |